# Albert Barillé
Albert Barillé (14. února 1920 Varšava – 11. února 2009 Neuilly-sur-Seine) byl francouzský filmový producent a scenárista, zakladatel firmy Procidis.
Režíroval vzdělávací animované seriály pro děti.

## Filmografie
- 1978 – Byl jednou jeden člověk – režie a scénář
- 1982 – Byl jednou jeden vesmír
- 1986 – Byl jednou jeden život – režie a scénář
- 1992 – Il était une fois... les Amériques
- 1994 – Byl jednou jeden vynálezce – režie
- 1997 – Byl jednou jeden objevitel – režie
- 2008 – Byla jednou jedna planeta